# آلفرد لیتلتون
آلفرد لیتلتون (به انگلیسی: Alfred Lyttelton) بازیکن فوتبال زادهٔ ۲۷ فوریه ۱۸۵۷ اهل انگلستان بود که سابقهٔ بازی در تیم ملی فوتبال انگلستان را در کارنامهٔ خود دارد. وی در تاریخ ۳ مارس ۱۸۷۷ تنها بازی ملی خود را در مقابل تیم ملی فوتبال اسکاتلند انجام داد.
این بازیکن توانسته در این بازی ملی، ۱ گل به ثمر برساند.